# Boletus speciosus
Boletus speciosus är en svampart som beskrevs av Frost 1874. Boletus speciosus ingår i släktet rörsoppar och familjen Boletaceae.   Inga underarter finns listade i Catalogue of Life. På svenska har namnet "falsk kungssopp" använts, men något officiellt svenskt namn har arten inte.

## Bildgalleri

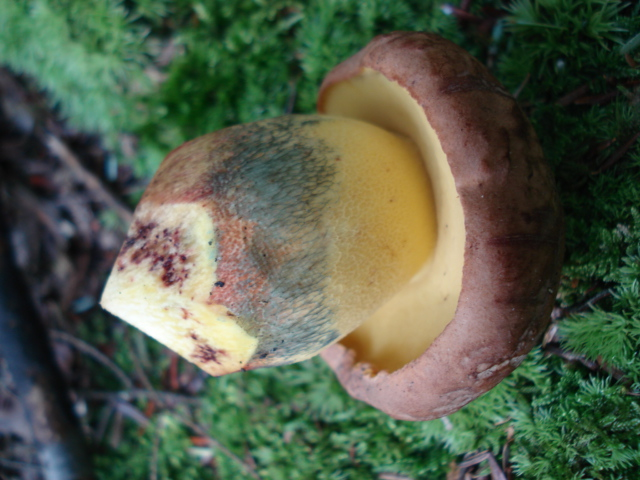
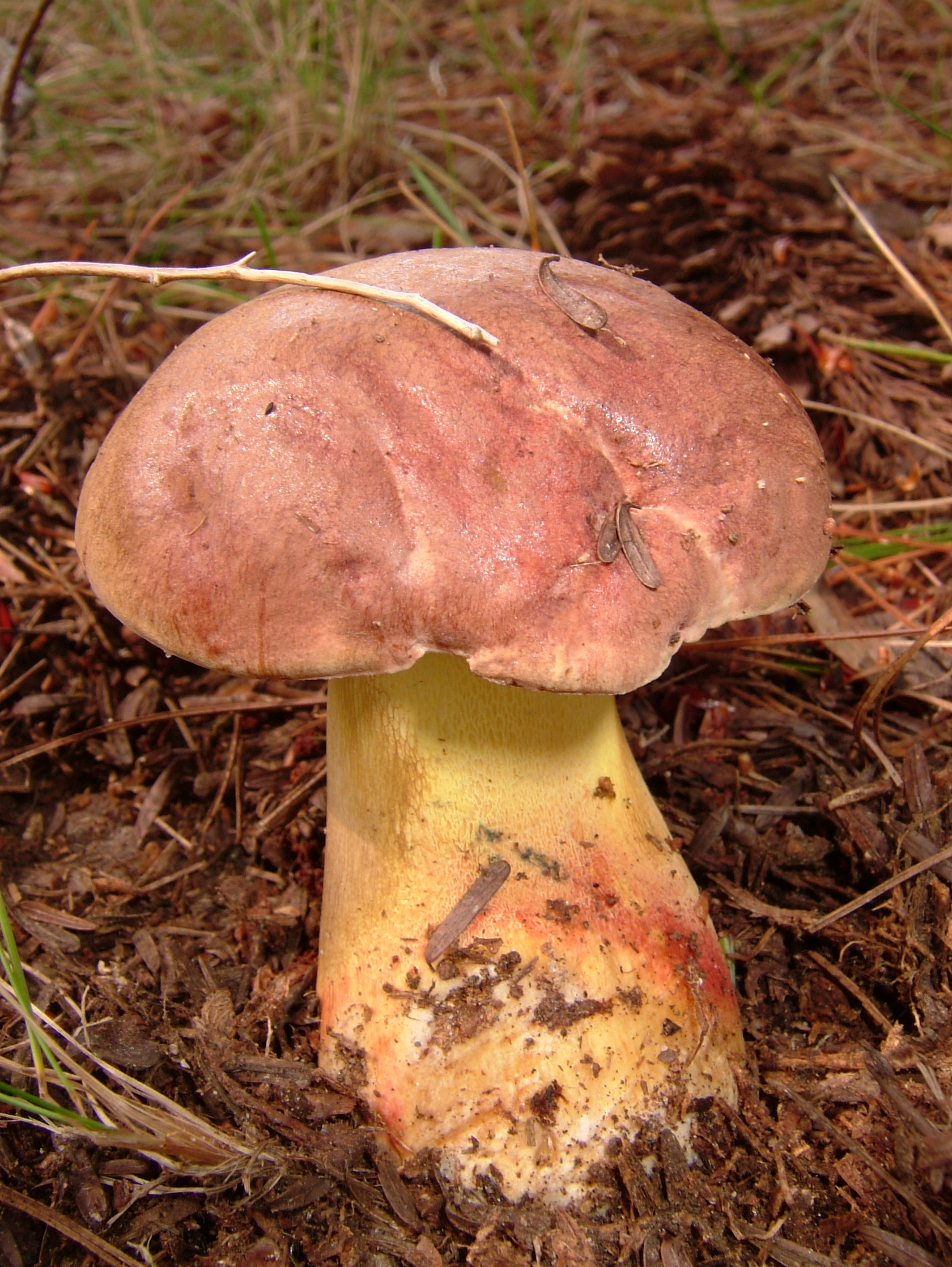